# 動物交流

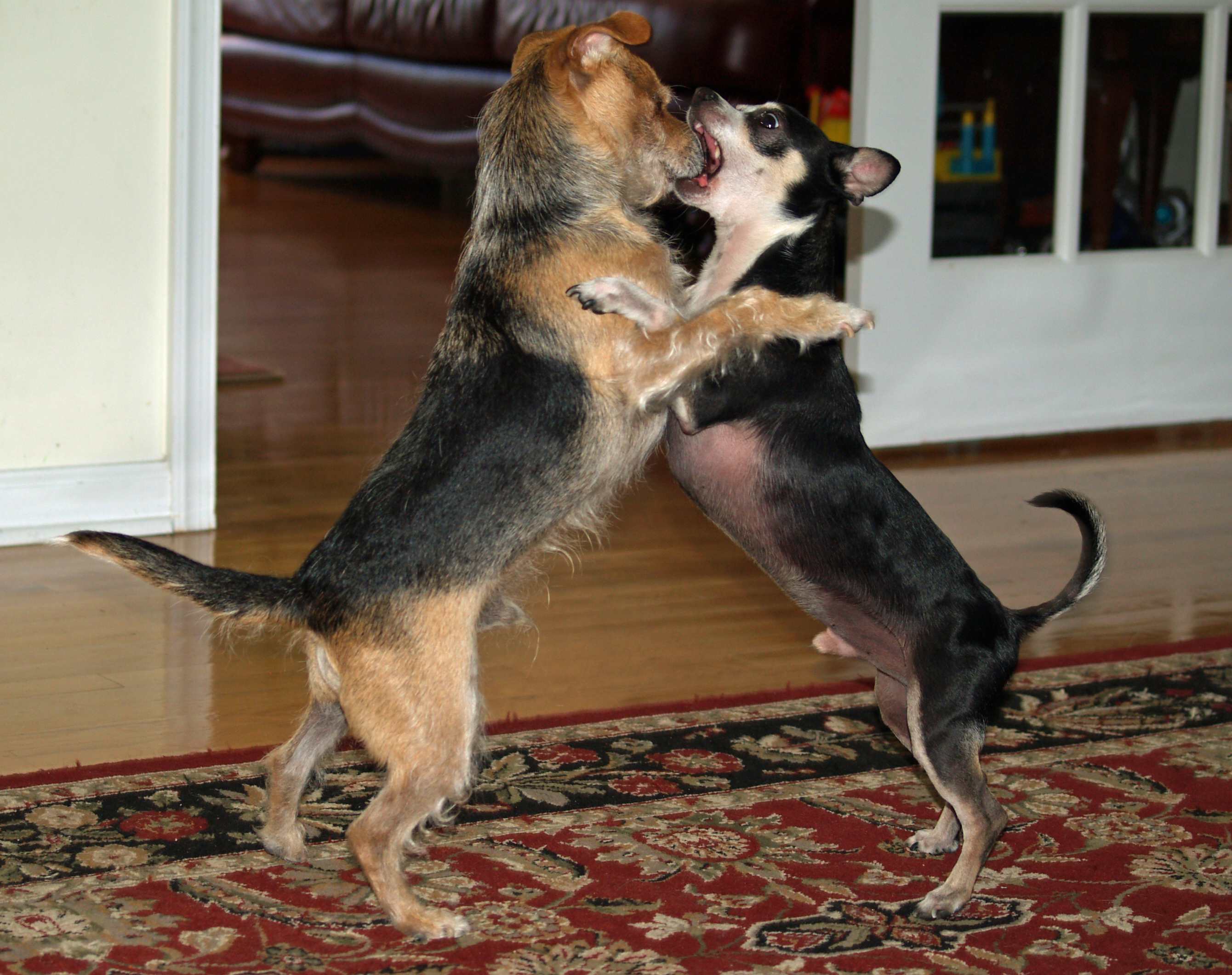
兩隻狗的動物交流

动物交流是指一个或一群动物（发送者）与一个或更多动物（接收者）之间的信息传递，可改变接收者当下或未来的行为。信息传递可以是有意的，如求偶表演，也可以是无意的，如捕猎者闻嗅猎物气味。同一信息可被传递给几个不同的接收者。动物交流是一个正在快速发展的研究领域，涉及动物行为研究、社会生物学、神经生物学及动物认知研究等学科。各种不同的动物行为，如象征性名用、情感表达、学习行为及性行为正获得全新的解读。
若来自发送者的信息改变了一个接收者的行为，则称此信息为“信号”。根据信号理论，一个信号若要持续在种群中存在，其发送者与接收者一般都应从信息传递中获得收益。一般认为，发送者的信号产生与接收者的信号理解及后续反应是协同进化的。信号通常同时使用多种机制，如视觉及听觉信号的合用。若要理解一个信号，必须对发送者与接收者的协同行为进行详尽研究。

## 模式

### 视觉交流
- 姿势：最常见的交流莫过于特定身体部位的展示以及特别的身体动作；这两种行为常常同时发生，如一个展示或突出身体部位的动作。一个明显的例子是成年银鸥向雏鸟展示它的喙，代表着它要喂食雏鸟。同大多数鸥一样，银鸥的喙色彩鲜艳，整喙呈黄色，喙尖距下颚稍低处有一红点。当成年银鸥带着食物返回鸟巢时，它会站在雏鸟旁边，用喙敲击地面；这会引起饥饿雏鸟的乞食反应（啄击红点），进而刺激成年银鸥将食物从胃中返回。因此，完整信号包含了一个特定形态特征（身体部位）、有红点的喙以及一个特别的动作（敲击地面使雏鸟能够清晰看到红点）。虽然所有灵长类动物都会摆出某些姿势，但Frans de Waal认为类人猿与人类是其中十分独特的两类动物，只有这两类动物会有意地使用姿势进行交流。Frans de Waal通过研究倭黑猩猩和黑猩猩的身体姿势检验了姿势进化为语言的假说。

- 面部表情：面部表情在动物交流中有着十分重要的作用。一个面部表情常常就是一个情感信号。例如，狗在愤怒时会吼叫、露出牙齿，警觉时会竖起耳朵，恐惧时会趴下耳朵，轻露牙齿，眯缝眼睛。Jeffrey Mogil通过对老鼠施加不同程度的疼痛研究老鼠的面部表情，发现老鼠有五种可识别的面部表情：眼窝紧缩、鼻子发胀、两腮发胀、耳朵变动及胡须抖动。

- 视线跟随：群居动物通过观察各自的头眼方向协调它们之间的交流。这类行为一直被视作人类发展过程中人类交流的一个重要组成部分，而视线跟随最近在动物领域也颇受关注。研究人员对类人猿、猴子、狗、鸟及乌龟进行了研究，主要研究内容有两项：“跟随另一动物的视线看向远方”“围绕一个视觉障碍几何上跟随另一动物的视线，例如当被一个障碍物挡住视线时动物改变自己的位置以跟随另一动物的视线”。研究发现许多动物都具有前一种能力，但只有类人猿、狗、狼与鸦具有后一种能力；在狨猴及鹮类身上重现这一“几何视线跟随”能力的尝试都失败了。研究人员对视线跟随的认知基础仍不甚清楚，但有进化证据表明“普通”视线跟随及“几何”视线跟随很可能各自依赖于不同的认知机制。

- 颜色变化：颜色变化可分为生物成长发展过程中出现的颜色变化和由心情、社会环境或非生物因素如温度导致的颜色变化，后者常见于许多分类群。部分头足纲动物如章鱼和乌贼有着特化的皮肤细胞（色素细胞），能够改变皮肤的表面颜色、透明度及反光性。颜色的迅速变化除用作伪装外，还在猎食和求偶仪式中发挥作用。乌贼会同时从身体的两侧发出两种完全不同的信号。一个雄性乌贼在其他雄性面前向一个雌性乌贼求爱时，会在对着雌性的那一面展示代表雄性的图样，而在对着其他雄性的那一面展示代表雌性的图样以欺骗它们。部分颜色信号是周期性的，例如雌性东非狒狒开始排卵后肛殖区会肿起并呈鲜红/粉色，向雄性表示它可以交配了。
- 生物光交流：通过发光进行交流一般见于海洋尤其是深海中的脊椎动物和非脊椎动物（如鮟鱇鱼）。萤火虫和发光虫则是陆地上最为人所知的发光生物。其他昆虫、昆虫幼虫、环节动物、蛛形纲动物甚至真菌都具有发光能力。一些发光动物自身发光，另一些则通过与之共生的发光细菌发光。

### 听觉交流
许多动物通过声音进行交流。从开展求偶仪式、发出警告鸣叫，到交流食物位置、进行社会学习，声音交流起着许多不同的作用。在许多物种中，雄性在求偶时发出鸣叫吸引雌性，就好像是在与其他雄性竞争一般。这类动物有锤头果蝠、马鹿、座头鲸、象海豹和鸣禽等。其他声音交流的例子有坎氏长尾猴的警告叫声、长臂猿的领地叫声以及大矛吻蝠用以区分不同蝠群的不同频率叫声。长尾黑颚猴对四种不同的捕食者会发出各自截然不同的警告叫声，而其他猴子也会根据不同的叫声采取不同的反应。例如，如果听到的是代表巨蟒的警告声，猴子会爬到树上，如果听到的是代表鹰的警告声，猴子就会在地上寻找藏身之处。草原土拨鼠也会使用复杂的叫声来区分不同的捕食者。根据Con Slobodchikoff及其他人的研究，草原土拨鼠的警告叫声中包含有正在接近的捕食者的类型、大小和速度信息。不同地方的鲸鱼有着各自的方言。
并不是所有的动物都将叫声作为声音交流的工具。许多节肢动物通过摩擦特化的身体部位发出声音，这被称作摩擦发音。蟋蟀和蚱蜢以摩擦发音为人所知，但也有其他很多动物利用摩擦发音，包括甲壳纲动物、蜘蛛、蝎子、黄蜂、蚂蚁、甲虫、蝴蝶、飞蛾、马陆和蜈蚣等。另一种声音交流的方法是硬骨鱼的鱼鳔振动，不同种类的硬骨鱼的鱼鳔结构和与之相连的发声肌肉差异很大，使得各种硬骨鱼的声音有着很大的不同。撞击身体部位也能够发出声音信号，如大家所知的响尾蛇通过尾尖振动发出警告信号，类似的例子还有鸟类的撞喙行为、侏儒鸟求偶时的拍击翅膀以及大猩猩的锤击胸口。

### 嗅觉交流
尽管化学交流是最为古老的一种交流方式，但我们对它反而最不了解。导致这种情况的部分原因是我们所生活的环境中化学物质实在是太多了，同时要检定测量一份样品中的所有化学物质也不是一件容易的事。检测环境中化学物质的能力对生物有着许多用处，其中一个十分重要的用处即是寻找食物，这一功能首先出现在地球生命发展初期生活在海洋中的单细胞生物（细菌）上。随着嗅觉功能的不断进化，生物开始能够区分不同来源的化合物，如来自生存资源的化合物，来自同种生物（如配偶和亲属）的化合物以及来自异种生物（如竞争者和捕食者）的化合物。例如，小米诺鱼会避免在捕食者（如白斑狗鱼）所分泌的化合物浓度高的地方栖居。能够提前知晓捕食者踪迹并作出适应行为（如躲藏）的米诺鱼更可能存活下去并繁殖后代。对于哺乳动物来说，气味标记是一种常见的嗅觉交流。

### 电信号交流
电信号交流在动物交流中较为罕见，多见于水生動物，也有部分陆生生物尤其是鸭嘴兽与针鼹鼠能够感受可能用于交流的电场信号。
弱电鱼为我们提供了电信号交流以及电信号定位的例子。这些鱼通过电器官产生可由电传感器感知的电场，电场波形的不同以及频率的变化能够传递物种信息、性别信息和身份信息。弱电鱼受激素及昼夜节奏影响时，以及与其他鱼交流时都会产生电信号。一些捕食者如鲨鱼与魟鱼能通过被动电感窃听这些产电鱼的交流。

### 触觉交流
触摸在许多社会交互中都起着重要作用。举例如下：
- 打斗：在打斗中，触摸可用于挑衅对手或是协调身体动作，打斗的落败者也会用触摸表示屈服。

- 求偶：哺乳动物一般通过顺毛、抚摸以及互相摩擦发起求偶。动物能够通过这些动作释放化学信号，同时分辨那些来自潜在伴侣的化学信号。雄性通过触摸向雌性表达交配欲望，如雄性袋鼠抓拿雌性袋鼠的尾巴。在整个求偶过程中，触摸刺激在姿势调整、协调及生殖刺激等方面都起着重要作用。

- 社会融合：触摸在社会融合中十分广泛，其中最为典型的例子即动物间的梳毛行为。梳毛有着多种作用；它能够清理动物身上的寄生虫和污垢，稳固动物间的社会联系或等级关系，同时也让帮忙梳毛的一方有机会检查被梳毛一方身上的嗅觉线索，甚至是增添一些新的嗅觉线索。群居昆虫、鸟类以及哺乳动物都被观察到有此类行为。

- 觅食：一些种类的蚂蚁在呼叫同伴来共同享用新发现的食物时，首先会用它们的触角和前腿轻敲同伴，然后在保持物理接触的同时带领同伴到食物处，类似的例子还有蜜蜂的摆尾舞。

- 群集：持久的物理接触或群集同样在社会融合中起着作用。群集促进了热交换，以及嗅觉或触觉信息的交流。一些生物长期聚集在一处生活交流，如珊瑚群。当个体以这样一种方式紧密地联系起来时，整个生物群便可以对部分个体的避害行为或警戒行为作出反应。在一些草食性昆虫的若虫或幼虫中，有着持久联系的集群在群体协调中承担着重要的角色。这些集群一般为直线形或玫瑰形。

### 震动交流
震动交流指的是以土壤、水、蜘蛛网、植物块茎和草丛等物为介质，通过动物自身产生的震动信号传播而进行的信息交流。此类交流具有许多优点，例如，它不受光线和声音的影响，同时传播范围小持续时间短，降低了被捕食者发现的可能性。许多动物都使用此种方法进行交流，如蛙类、更格卢鼠类、鼹鼠类、蜂类、线虫类等等。四足类动物通常会用一个身体部位敲击地面发出震动波，这种信号能够被接收者的球囊察觉。球囊是动物内耳中的一个器官，其中含有的膜囊能够保持平衡，而使用震动交流的动物则可利用此器官侦测震动波。震动也会与其他交流方式共同起作用。

### 热能交流
许多种蛇都能够感应到红外热辐射，这种能力让这些爬行动物能够通过猎食者或猎物发出的波长在5至30微米之间的热辐射获知它们的踪迹。红外热感应的精准度极高，一条失明的响尾蛇可利用红外热感应瞄准猎物的要害部位发起袭击。先前认为颊窝主要用于探测猎物，但现在认为其也能够用于控制体温。
颊窝控制体温这一功能在腹蛇及一些蚺蛇和蟒蛇中存在平行进化，前者发生了一次进化，后者则发生了多次。不同进化谱系之间的颊窝电生理学结构较为相似，但整体解剖结构有所不同。就外表而言，蝮蛇在其头部的任意一侧眼与鼻孔之间的位置有一较大的颊窝，而蚺蛇和蟒蛇则在其上唇（有时为下唇）鳞甲之间或之中有三个或更多相对较小的排列成行的颊窝。蝮蛇的颊窝更为高级，其具有一层悬挂感受膜，有别于一般的颊窝构造。在蝰蛇科之中，颊窝只见于蝮亚科，即蝮蛇。尽管能够探测到红外辐射，颊窝的红外线感受机制与光感受器并不相同；光感受器通过光化学反应探测光线，而蛇类面部颊窝中的蛋白质则是一种温敏离子通道。它通过一种涉及颊窝温度上升的机制感受红外信号，而与对光的化学反应无关。颊窝薄膜与这种机制有所关联，它可让射入的红外辐射快速且精准地使一个特定的离子通道升温并由此触发一次神经脉冲，同时也可将颊窝薄膜维管化以迅速将离子通道恢复为原来的“休眠”或“静止”温度。
吸血蝠（圆形叶口蝠）的鼻叶具有特化的红外感受器。吸血蝠是唯一一种完全以血液为食的哺乳动物。红外感应使得叶口蝠能够在10至15厘米的范围内定位牛、马等恒温动物。此种红外探测可能用于探测目标猎物身上血液流动最大的区域。

## 外部連結
- Animal Communicator – Documentary （页面存档备份，存于）
- Zoosemiotics: animal communication on the web 的存檔，存档日期2005-10-25.
- The Animal Communication Project （页面存档备份，存于）
- International Bioacoustics Council （页面存档备份，存于） research on animal language.
- Max Planck Institute of Animal Behavior （页面存档备份，存于） research on animal vocalizations.
- Animal Sounds （页面存档备份，存于） different animal sounds to listen and download.
- The British Library Sound Archive （页面存档备份，存于） contains over 150,000 recordings of animal sounds and natural atmospheres from all over the world.